# Andrena mutini
Andrena mutini is een vliesvleugelig insect uit de familie Andrenidae. De wetenschappelijke naam van de soort is voor het eerst geldig gepubliceerd in 1986 door Osytshnjuk.